# Tomorowo Taguchi
Tomorowo Taguchi (jap. 田口トモロヲ Taguchi Tomorowo) (ur. 30 listopada 1957 w Tokio, Japonia) – prawdziwe imię Tomoo Taguchi (jap. 田口智朗 Taguchi Tomoo) japoński aktor i wokalista zespołu Bachikaburi. W swoim dorobku aktorskim ma blisko sto produkcji kinowych i telewizyjnych.